# Acidentes e incidentes aéreos

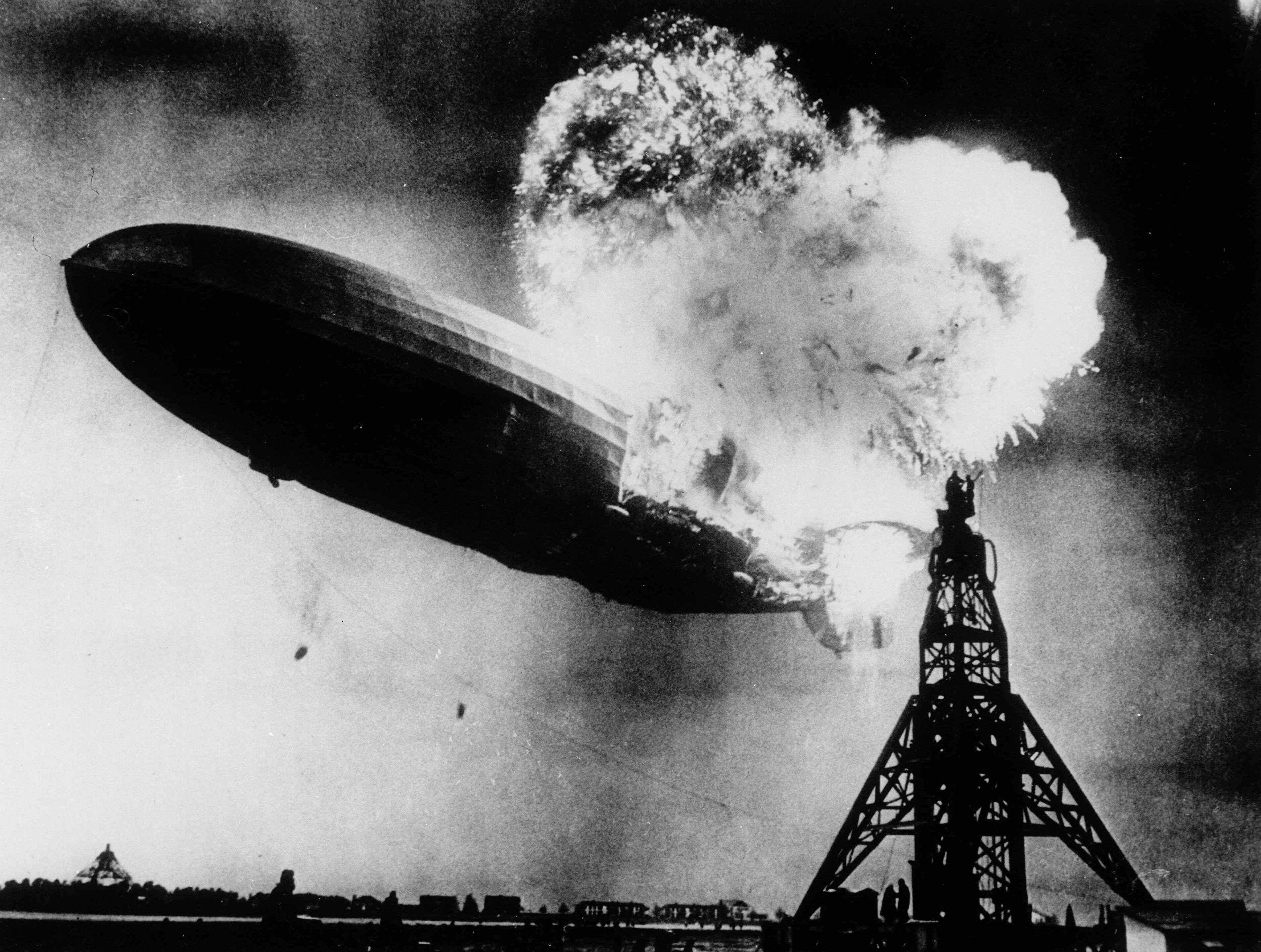
Desastre com o dirigível Hindenburg (Lakehurst, Estados Unidos, 1937).

Um acidente aéreo ou acidente aeronáutico é um evento associado a operação de uma aeronave que acontece entre o embarque de pessoas com intenção de voar e o desembarque delas. Acidentes com aviões em grandes números de ocorrências começaram juntamente com os voos de passageiros na década de 1920. O número de mortes anuais em acidentes aéreos superou 100 pela primeira vez em 1928, e 1 000 em 1943. Desde 1945 o número de mortes foi menor que 1 000 somente em três ocasiões: 2004, 2007 e 2008.
Um acidente no qual os danos na aeronave são muito extensos e impossibilitam a utilização posterior do aparelho, assim como a sua inteira destruição, são também conhecidos por acidente com perda total.

## História
Um acidente aéreo, normalmente com sérias consequências, é um risco real presente na utilização de aeronaves. Isso ocorre devido às características desse tipo de equipamento, com uma quantidade significativa de massa que se desloca a grande velocidade, altura e distância, em geral transportando, além da tripulação, muitos passageiros ou carga. Quando há uma falha, por qualquer que seja o motivo, as ações corretivas são limitadas devido à natureza dos instrumentos, momento e lugar. Mesmo que os aviões sejam desenvolvidos para minimizar as chances de falhas, e mesmo que os pilotos sejam treinados para os momentos críticos de segurança, os acidentes continuam a ocorrer e amedrontar pessoas. Porém, mesmo que ocorram acidentes aéreos, voar continua sendo estatisticamente o meio de transporte mais seguro do mundo.
Na história do homem, muitas tentativas de voo terminaram em falhas graves de projeto que causaram acidentes, quedas e perdas. Alguns dos pioneiros da aviação perderam suas vidas testando suas invenções - “máquinas voadoras” - sem nunca terem conseguido voar tal como voamos hoje.
Otto Lilienthal morreu quando um de seus planadores falhou. Em seu voo número 2 500 (9 de agosto de 1896) ele estolou ao encontrar uma rajada de ventos, fazendo-o cair de uma altura de 17 metros e fraturar a coluna vertebral. Morreu no dia seguinte, e suas últimas palavras foram Opfer müssen gebracht werden! (sacrifícios precisam ser feitos!).
Percy Pilcher foi outro aviador pioneiro e promissor, que morreu testando The Hawk (20 de setembro de 1899). Tal como ocorreu com Lilienthal, as ideias e planos de motorizar os aeroplanos foram abandonados após sua morte.
Em Paris, a 12 de maio de 1902, a explosão do dirigível Pax, em pleno voo, mata Augusto Severo e Georges Saché. No mesmo ano, Georges Méliès dirigiu um curta-metragem sobre o acidente intitulado A Catástrofe do Balão "Le Pax".
O Wright Flyer (avião dos irmãos Wright) acidentou-se no dia de seu voo histórico, durante a decolagem. Três dias antes, numa tentativa de voo, Wilbur Wright errou no controle do equipamento e este caiu durante a decolagem, sofrendo pequenos danos. Este foi o primeiro caso da história de erro do piloto.
O tenente do exército americano Thomas Etholen Selfridge tornou-se a primeira vítima de um avião motorizado de asas fixas, em 17 de setembro de 1908, quando seu avião, pilotado por Orville Wright, caiu depois da perda da hélice do motor durante testes militares em Fort Myer, Virgínia. Selfridge sofreu traumatismos múltiplos nas pernas, bacia e costelas, e a causa da morte foi traumatismo craniano.
Acidentes com aviões em grandes números de ocorrências começaram juntamente com os voos de passageiros na década de 1920. O número de mortes anuais em acidentes aéreos superou 100 pela primeira vez em 1928, e 1 000 em 1943. Desde 1945 o número de mortes foi menor que 1 000 somente em três ocasiões: 2004, 2007 e 2008.

## Causas
Cerca de 80% de todos os acidentes na aviação ocorreram imediatamente antes, durante ou depois da decolagem ou da aterrissagem, e são frequentemente identificados como resultado de erro humano. Desastres em voo são raros mas não inteiramente inéditos ou impossíveis. Dentre outras causas, estão os atentados terroristas com bombas (voo Pan Am 103) e sequestros (voo Ethiopian 961), as colisões em voo (voo Gol 1907), as falhas estruturais (como ocorrido com os Comets) e as condições climáticas (voo Air France 447).
Uma análise de 1 843 acidentes aéreos desde 1950 até 2006 determinou as seguintes causas, excluindo-se ocorrências militares, voos privados e voos charters:
» 53%: Erro do piloto;
» 21%: Falhas estruturais;
» 11%: Clima/tempo;
» 8%: Outros erros humanos (erro do controle de tráfego aéreo, imperícia no carregamento, imperícia na manutenção, contaminação de combustível, erro de comunicação, etc.);
» 6%: Sabotagem (bombas, sequestros, abatimentos);
» 1%: Outras causas.

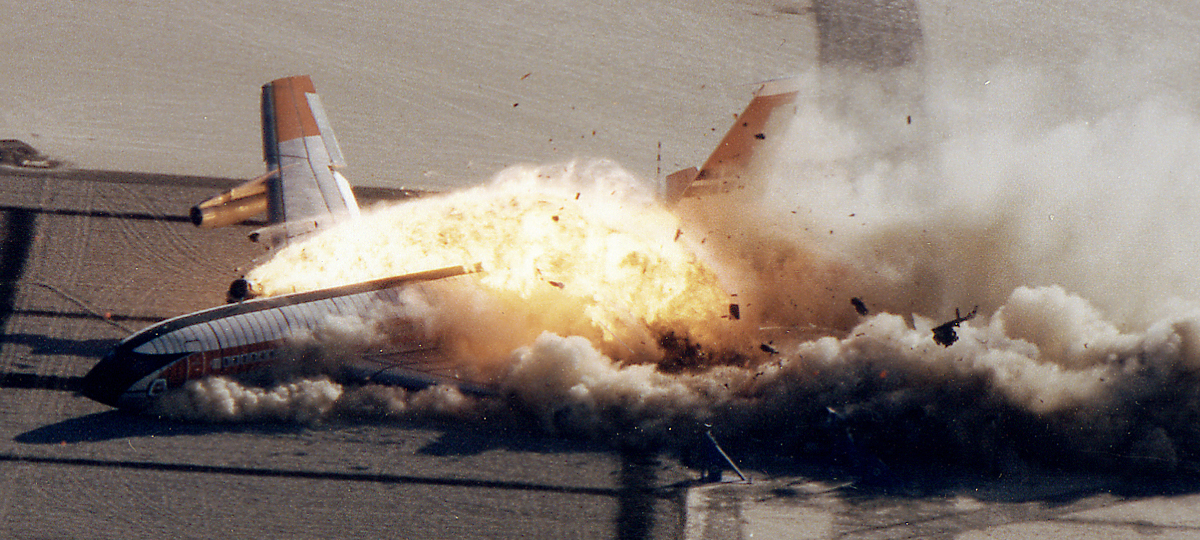
Uma demonstração de acidente aéreo num voo não tripulado e controlado pela NASA. Usou-se um Boeing 720.

Um estudo da Boeing determinou a causa principal dos acidentes com perda total de aviões comerciais, desde 1996 até 2005, como sendo:
» 55%: Erro da tripulação;
» 17%: Aeronave;
» 13%: Clima/tempo;
» 7%: Outros;
» 5%: Controle de tráfego aéreo;
» 3%: Manutenção.
O estudo da Boeing incluiu 183 acidentes, com causas conhecidas para 134 deles. Nos 49 restantes as causas são desconhecidas ou estão em fase final de determinação. Já Trantolo & Trantolo concluíram que algumas causas de acidentes aéreos são comuns e incluem:
» Erro do piloto;
» Más condições climáticas;
» Falha dos motores;
» Colisão em voo;
» Manutenção negligente;
» Falha de instrumentos;
» Granizo;
» Erro do controle de tráfego;
» Imperícia no carregamento;
» Equipamento onboard com defeito;
» Explosão do tanque de combustível.
Os fabricantes de aviões normalmente demoram a aceitar que fatores como o design dos aviões contribuíram para causar os acidentes, e chegam a considerar mais conveniente que erros da tripulação sejam os responsáveis diretos pelos acontecimentos. De fato, a difícil interação tripulação-avião é a causa mais frequente de erros que terminam em acidentes.

## Maiores desastres

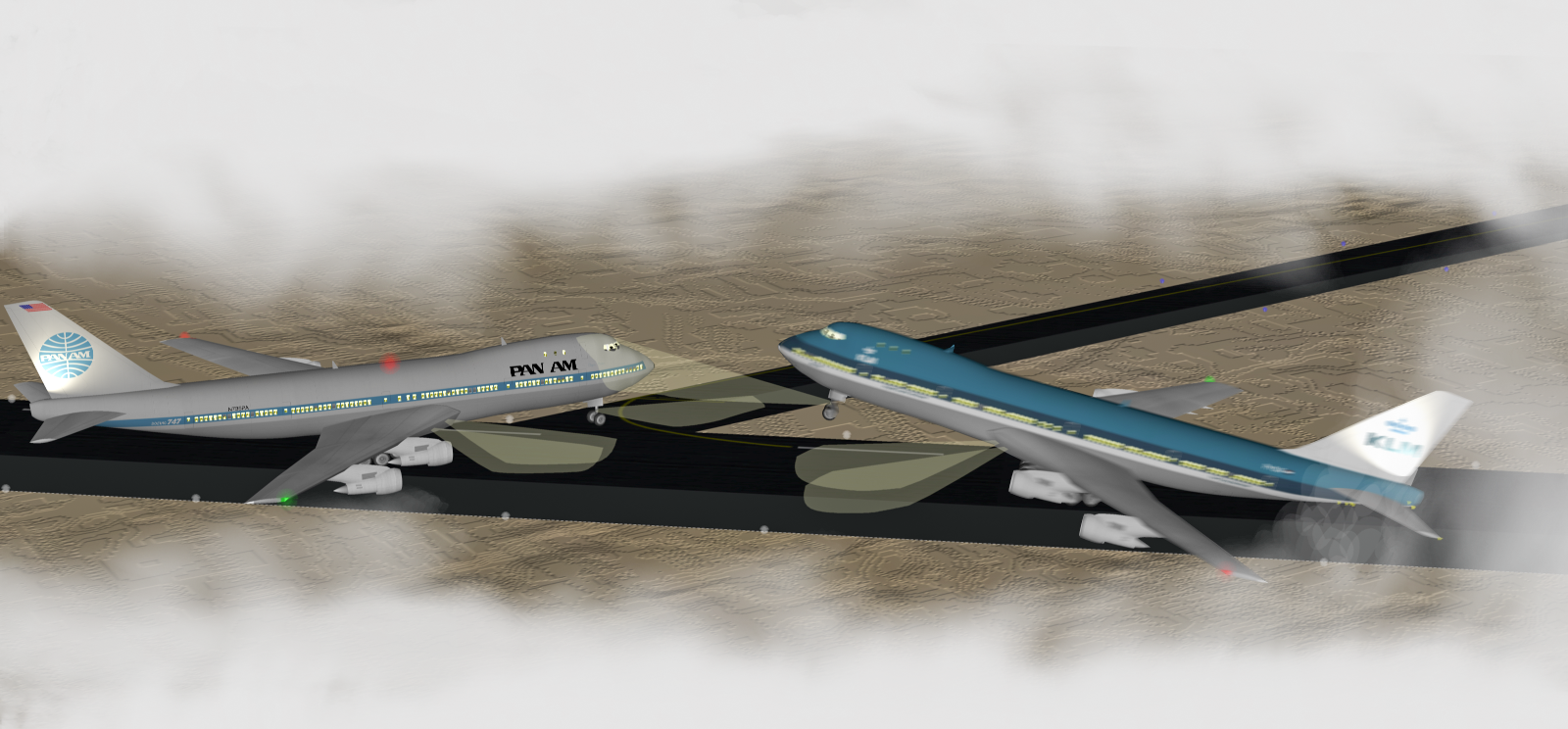
Ilustração do Desastre aéreo de Tenerife, considerado como o maior acidente aéreo da história, onde duas aeronaves modelo Boeing 747 se chocaram na pista do Aeroporto de Tenerife Norte, nas Ilhas Canárias, em 1977. Este acidente ocasionou a morte de 583 pessoas, sendo que deste total, 335 pessoas estavam a bordo do avião pertencente à companhia aérea estadunidense Pan Am, enquanto as demais 248 pessoas estavam dentro do avião pertencente à companhia aérea neerlandesa KLM.

O maior acidente aéreo da história da aviação, considerando todas as perdas materiais e humanas, a bordo e no solo, foram aqueles relacionados aos ataques terroristas de 11 de setembro de 2001, quando dois aviões foram intencionalmente atirados contra o World Trade Center em Nova Iorque. No total, entre passageiros, ocupantes das torres gêmeas e outros, 2 988 pessoas morrem nesse acontecimento.
Em março de 1977, ocorreu o maior desastre da aviação em operação ordinária, considerando o número de passageiros mortos. Dois Boeings 747, um da KLM com 234 pessoas e o outro da Pan Am com 380 pessoas colidiram em solo quando taxiavam para decolagem no Aeroporto de Tenerife Norte (na época chamado de Aeroporto de Los Rodeos), na ilha de Santa Cruz de Tenerife, Espanha. Causaram o desastre, erros na comunicação entre pilotos e controle de tráfego, o nevoeiro na hora da decolagem e o congestionamento de aeronaves no aeroporto. Apenas 61 pessoas sobreviveram nessa que é até hoje a maior catástrofe da aviação comercial, com 583 passageiros mortos.
O maior acidente com um único avião ocorreu em 12 de agosto de 1985 com a queda de um Boeing 747 da Japan Airlines. O voo 123 partiu de Tóquio para Osaka e teve problemas estruturais logo após a decolagem. Neste acidente, 520 pessoas a bordo morreram quando o avião se chocou contra uma montanha. Houve apenas 4 sobreviventes.
O pior acidente aéreo de colisão em voo ocorreu em 1996, envolvendo os voos Saudi Arabian 763 e Air Kazakhstan 1907, quando ambos sobrevoavam Haryana, na Índia. O acidente aconteceu devido à altitude em que voava o Ilyushin Il-76 da Air Kazakhstan, abaixo daquela que fora estabelecida. Todas as 349 pessoas, dentre passageiros e tripulantes, morrem nesse acidente.
Em 3 de março de 1974, um McDonnell Douglas DC-10 da Turkish Airlines, voo 981, caiu em uma floresta a nordeste de Paris, com 346 pessoas a bordo. O destino era Londres, mas o avião acidentou-se pouco depois da decolagem de Orly, devido a danos causados pela abertura da porta do compartimento de carga. Todos morreram, e o acidente foi o pior da história até 1977. O copiloto assustou o mundo quando da abertura da caixa-preta; pode-se ouvi-lo assobiando um jingle comercial muito popular na Turquia momentos antes do fim.
Houve ainda muitos outros acidentes envolvendo grandes aviões comerciais, com muitos mortos e feridos. Desde 1943 foram registradas mais de 12 200 ocorrências em todo o mundo.

### Mundo
| Piores acidentes aéreos (até 4 de agosto de 2014) | Piores acidentes aéreos (até 4 de agosto de 2014) | Piores acidentes aéreos (até 4 de agosto de 2014) | Piores acidentes aéreos (até 4 de agosto de 2014) | Piores acidentes aéreos (até 4 de agosto de 2014) | Piores acidentes aéreos (até 4 de agosto de 2014) | Piores acidentes aéreos (até 4 de agosto de 2014)                           |
| Posição                                           | Número de mortos                                  | Local                                             | Data                                              | Operador                                          | Modelo                                            | Tipo de ocorrência                                                          |
| ------------------------------------------------- | ------------------------------------------------- | ------------------------------------------------- | ------------------------------------------------- | ------------------------------------------------- | ------------------------------------------------- | --------------------------------------------------------------------------- |
| 1º                                                | 2.996                                             | Estados Unidos                                    | 11 de setembro de 2001                            | American Airlines                                 | Boeing 767-200                                    | Atentados terroristas                                                       |
| 1º                                                | 2.996                                             | Estados Unidos                                    | 11 de setembro de 2001                            | American Airlines                                 | Boeing 757-200                                    | Atentados terroristas                                                       |
| 1º                                                | 2.996                                             | Estados Unidos                                    | 11 de setembro de 2001                            | United Airlines                                   | Boeing 767-200                                    | Atentados terroristas                                                       |
| 1º                                                | 2.996                                             | Estados Unidos                                    | 11 de setembro de 2001                            | United Airlines                                   | Boeing 757-200                                    | Atentados terroristas                                                       |
| 2º                                                | 583                                               | Tenerife                                          | 27 de março de 1977                               | Pan Am                                            | Boeing 747-100                                    | Colisão no solo entre as duas aeronaves                                     |
| 2º                                                | 583                                               | Tenerife                                          | 27 de março de 1977                               | KLM                                               | Boeing 747-200                                    | Colisão no solo entre as duas aeronaves                                     |
| 3º                                                | 520                                               | Monte Takamagahara                                | 12 de agosto de 1985                              | Japan Airlines                                    | Boeing 747                                        | Falha estrutural em voo                                                     |
| 4º                                                | 349                                               | Charkhi Dadri                                     | 12 de novembro de 1996                            | Saudi Arabian                                     | Boeing 747                                        | Colisão em voo entre as duas aeronaves                                      |
| 4º                                                | 349                                               | Charkhi Dadri                                     | 12 de novembro de 1996                            | Air Kazakhstan                                    | Ilyushin Il-76                                    | Colisão em voo entre as duas aeronaves                                      |
| 5º                                                | 346                                               | Floresta de Ermenonville                          | 3 de março de 1974                                | Turkish Airlines                                  | DC-10                                             | Falha estrutural em voo                                                     |
| 6º                                                | 329                                               | Oceano Atlântico (águas internacionais)           | 23 de junho de 1985                               | Air India                                         | Boeing 747                                        | Explosão e descompressão em voo                                             |
| 7º                                                | 301                                               | Riad                                              | 19 de agosto de 1980                              | Saudia                                            | Lockheed L-1011                                   | Voo Saudia 163 Incêndio no compartimento de carga, logo depois da decolagem |
| 8º                                                | 298                                               | Grobovo                                           | 17 de julho de 2014                               | Malaysia Airlines                                 | Boeing 777                                        | Abatido por míssil terra-ar                                                 |
| 9º                                                | 290                                               | Bandar Abbas, no Estreito de Ormuz                | 3 de julho de 1988                                | Iran Air                                          | Airbus A300                                       | Abatido por engano pela Marinha dos Estados Unidos                          |
| 10º                                               | 273                                               | Chicago                                           | 25 de maio de 1979                                | American Airlines                                 | DC-10                                             | Desprendimento de um dos motores logo depois da decolagem                   |

### Brasil
| Piores acidentes aéreos do Brasil | Piores acidentes aéreos do Brasil | Piores acidentes aéreos do Brasil                                           | Piores acidentes aéreos do Brasil | Piores acidentes aéreos do Brasil | Piores acidentes aéreos do Brasil | Piores acidentes aéreos do Brasil                                                                                                  |
| Posição                           | Número de mortos                  | Local                                                                       | Data                              | Operador                          | Modelo                            | Tipo de ocorrência |
| --------------------------------- | --------------------------------- | --------------------------------------------------------------------------- | --------------------------------- | --------------------------------- | --------------------------------- | --- |
| 1º                                | 228                               | Oceano Atlântico, perto do arquipélago de São Pedro e São Paulo, Pernambuco | 1 de junho de 2009                | Air France                        | Airbus A330                       | Voo Air France 447. Obstrução dos Pitots, causando medições errôneas de velocidade. Comandos inapropriados que levaram a um Estol. |
| 2º                                | 187+12                            | Aeroporto de Congonhas, São Paulo                                           | 17 de julho de 2007               | TAM                               | Airbus A320                       | Voo TAM 3054. Após pousar, saiu da pista e colidiu com prédio localizado nos arredores do aeroporto matando 12 pessoas em terra.   |
| 3º                                | 154                               | Serra do Cachimbo, 200 km à leste de Peixoto de Azevedo, MT                 | 29 de setembro de 2006            | Gol Transportes Aéreos            | Boeing 737                        | Voo Gol 1907. Choque com um jato Embraer Legacy 600                                                                                |
| 4º                                | 137                               | Serra da Aratanha, próximo a Pacatuba                                       | 8 de junho de 1982                | VASP                              | Boeing 727                        | Voo VASP 168. Colisão com o solo em voo controlado (CFIT)                                                                          |
| 5º                                | 96+3                              | Aeroporto de Congonhas, São Paulo                                           | 31 de outubro de 1996             | TAM                               | Fokker 100                        | Voo TAM 402. Falha no reversor direito                                                                                             |
| 6º                                | 62                                | Vinhedo, São Paulo                                                          | 9 de agosto de 2024               | VoePass                           | ATR 72-500                        | Voo VoePass 2283. Causa sob investigação.                                                                                          |
| 7º                                | 61                                | Baía de Guanabara, Rio de Janeiro                                           | 25 de fevereiro de 1960           | REAL/ United States Navy          | Douglas DC-3 /Douglas R6-D        | Colisão aérea no Rio de Janeiro em 1960. Erro da torre de controle causa colisão entre os aviões.                                  |
| 8º                                | 55                                | Morro Virgínia, Florianópolis, Santa Catarina                               | 12 de abril de 1980               | Transbrasil                       | Boeing 727                        | Voo Transbrasil 303. Colisão com o solo em voo controlado (CFIT).                                                                  |
| 9º                                | 54                                | Ilha dos Ferros, Baía de Guanabara, Rio de Janeiro                          | 24 de junho de 1960               | REAL                              | Convair 340                       | Voo REAL Transportes Aéreos 435. Queda de aeronave sobre a Baía de Guanabara por causa(s) desconhecida(s).                         |
| 10º                               | 52                                | Aeroporto Internacional de Viracopos/Campinas, Campinas                     | 23 de novembro de 1961            | Aerolineas Argentinas             | Comet 4                           | Voo Aerolíneas Argentinas 322. Queda de aeronave nas proximidades do aeropórto de Viracopos, após erro do piloto.                  |
| 11º                               | 50                                | Morro do Chapéu e Morro das Cabras, entre Sapucaia do Sul e Gravataí        | 28 de julho de 1950               | Panair do Brasil                  | Lockheed Constellation            | Voo Panair do Brasil 099. Colisão com o solo em voo controlado (CFIT).                                                             |
| 12º                               | 50                                | Carolina                                                                    | 29 de abril de 1952               | Pan Am                            | Boeing 377                        | Voo Pan Am 202. Disparo de hélice provoca a destruição da mesma, cujos destroços cortaram a fuselagem do avião.                    |
| 13º                               | 50                                | Rio Preto da Eva                                                            | 14 de dezembro de 1962            | Panair do Brasil                  | Lockheed Constellation            | Queda do Constellation PP-PDE. Queda nas proximidades de Manaus por causa(s) desconhecida(s).                                      |

## Segurança

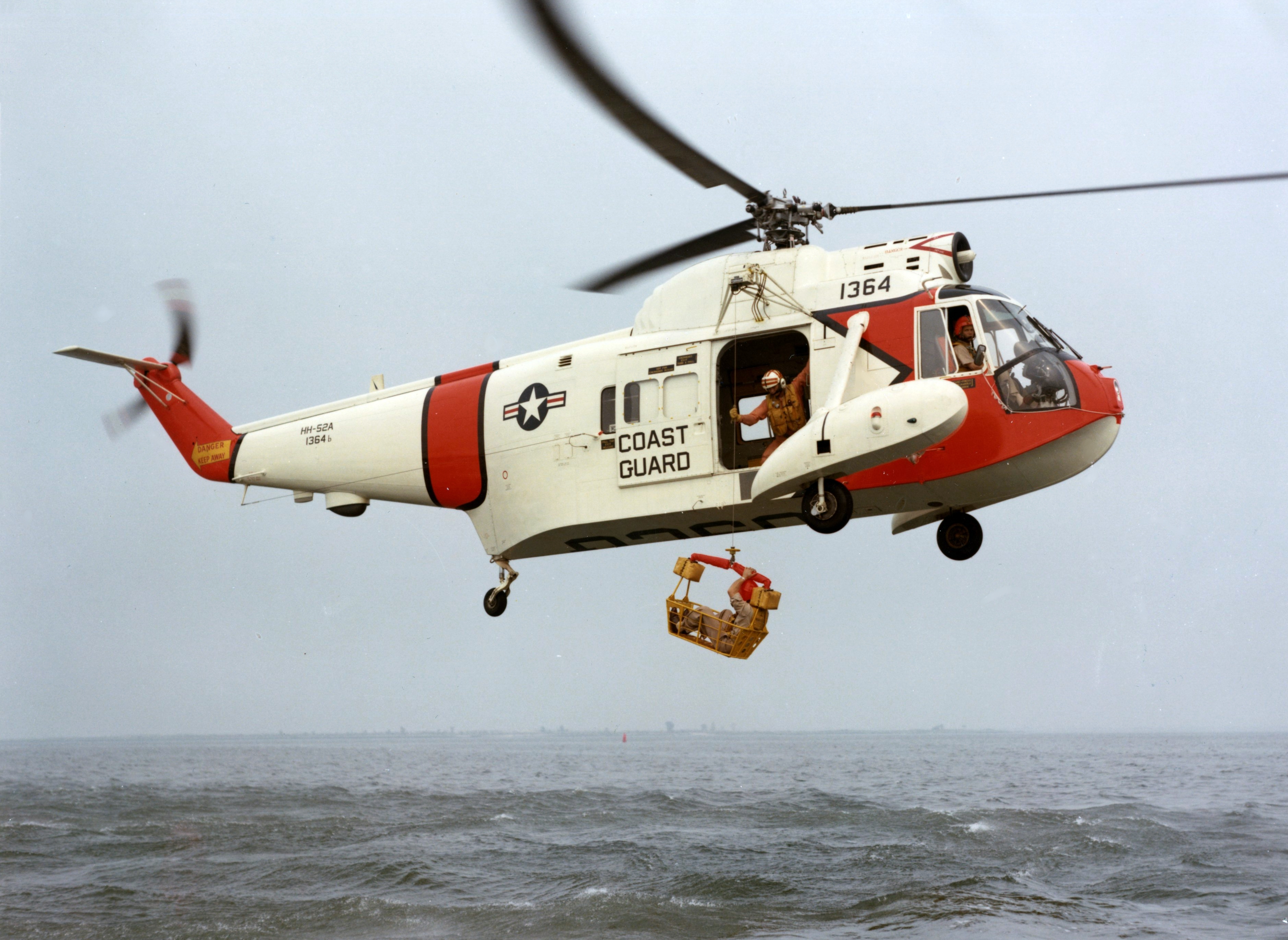
Helicóptero anfíbio efetuando um salvamento.

Os cuidados com a segurança para o voo existem desde as origens da aviação e já perfazem mais de 100 anos. Atualmente duas grandes fabricantes continuam a produzir aviões para o transporte de passageiros em massa, a Boeing e a Airbus, disputando o mercado. Ambas tem gastado milhões de dólares no desenvolvimento de sistemas de segurança, pois essa questão pode comprometer seriamente suas vendas e operações. Assim, alguns dos principais dispositivos de segurança passaram a ser obrigatórios em aeronaves comerciais, tais como:
- Saídas de emergência;
- Aviônica mais avançada (sistemas de controle da aeronave);
- Motores com maior durabilidade;
- Trem de pouso que pode ser acionado mesmo com a perda do sistema.

A segurança quando medida por “distância transportada”, as viagens aéreas são as mais seguras que qualquer outro meio. Contudo, quando medida por “mortes por pessoa transportada”, a aviação perde apenas para bicicletas e motocicletas com um número muito alto de fatalidades.
Um estudo de 2007 realizado pela revista norte-americana Popular Mechanics concluiu que os passageiros sentados na parte traseira dos aviões têm 40% a mais de chances de sobreviver a acidentes, ainda que a Boeing e a FAA afirmem não haver um lugar mais seguro que outro em um avião comercial. Também os registradores de voo são normalmente montados na seção traseira das aeronaves, para que sofram menos danos nos acidentes. Segundo o engenheiro de garantia de qualidade Peter Ashford, articulista da publicação Avionics News, a cauda do avião é "onde é mais provável sobreviver a um acidente grave. Toda a frente da aeronave atua como uma 'zona de esmagamento', reduzindo o choque sofrido pelos registradores de voo". O estudo da revista Popular Mechanics baseou-se em uma pesquisa feita em vinte acidentes aéreos.

### Investigação de Acidentes Aéreos
No Brasil ocorreu no Congresso Nacional um processo de construção de uma nova legislação proposta pela CPI da Crise Aérea (Projeto de Lei N.º 2 453/07), que foi sancionado como Lei N. 12 970 em maio de 2014, garantindo a inviolabilidade do sigilo das informações dos acidentes aéreos à SIPAER, / CENIPA, órgãos de gestão mantidas pela Força Aérea Brasileira. A liberação de dados à investigação da Polícia Federal e Ministério Público só ocorre mediante solicitação judicial e parecer do representante da SIPAER. A guarda exclusiva do segredo da investigação e dos resultados da investigação pelas Forças Armadas é um instrumento de garantia do funcionamento do Estado de Direito para a segurança da democracia na República Federativa do Brasil.

## Cancelamento dos nomes dos voos acidentados
A prática de cancelar ou mudar os números dos voos acidentados, com vítimas fatais, é muito comum na aviação. Assim aconteceu com o voo TAM 3054, voo Gol 1907, e mais recentemente com o voo Air France 447. Mas há voos cujas companhias que não modificaram tais números, como por exemplo, Japan Airlines voo 123, American Airlines voo 587, United Airlines Flight 823 e Aer Lingus Flight 712.

### Autoridades aeronáuticas
- ANAC
- Cenipa
- FAA
- Força Aérea Brasileira
- ICAO